# Oorlog van de Liga van Kamerijk
De Oorlog van de Liga van Kamerijk (1508–1516), ook bekend als de Oorlog van de Heilige Liga en verschillende andere namen, was een belangrijk conflict in de Italiaanse Oorlogen. De belangrijkste deelnemers waren Frankrijk, de Kerkelijke Staat en de republiek Venetië. Vrijwel elke mogendheid in West-Europa nam op enig moment deel aan het conflict, zoals Spanje, het Heilige Roomse Rijk, het koninkrijk Engeland, het koninkrijk Schotland, het hertogdom Milaan, Florence, het hertogdom Ferrara en de Zwitsers.
Paus Julius II wilde de Venetiaanse invloed verminderen in Noord-Italië en had de Liga van Kamerijk gevormd, een anti-Venetiaanse alliantie met Lodewijk XII van Frankrijk, keizer Maximiliaan I, en Ferdinand II van Aragón. Hoewel de Liga aanvankelijk succesvol was, zorgden spanningen tussen Julius en Lodewijk ervoor dat deze in 1510 uiteenviel en Julius zich aansloot bij Venetië tegen Frankrijk.
De Venetiaans-pauselijke alliantie groeide uit tot de Heilige Liga die Frankrijk in 1512 uit Italië verdreef. Echter, onenigheid over de verdeling van het veroverde gebied zorgde ervoor dat Venetië een alliantie aanging met Frankrijk. Onder Frans I van Frankrijk, die ondertussen Lodewijk had opgevolgd, zouden de Fransen en Venetianen door hun overwinning in de Slag bij Marignano in 1515 het terrein heroveren dat ze hadden verloren. De verdragen van Noyon en Brussel zorgden ervoor dat de kaart van Italië weer die van de status quo van 1508 was.
Tijdens de Oorlog van de Liga van Kamerijk schreef Niccolò Machiavelli Il principe. In 1519 kwam Discorsi sopra la prima deca di Tito Livio uit.

## Aanloop
Na de Eerste Italiaanse Oorlog had paus Alexander VI Romagna veroverd en zo zijn greep op Midden-Italië vergroot. Cesare Borgia had als gonfaloniere van het pauselijke leger de familie Bentivoglio-familie verdreven uit Bologna, dat dezen als een leen hadden geregeerd, en was aardig onderweg om een permanente Borgia-staat te creëren toen paus Alexander stierf op 18 augustus 1503. Borgia was daarna niet in staat om Rome zelf in handen te krijgen, doordat de Franse en Spaanse troepen de stad omsingelden om zo het conclaaf te beïnvloeden. Door de verkiezing van paus Pius III - die al snel overleed om te worden opgevolgd door Julius II - raakte Borgia zijn titels kwijt en werd hij gedegradeerd tot het commando van een compagnie soldaten. Van Borgia's zwakte gebruikmakend, boden de verdreven heren van Romagna aan, zich te onderwerpen aan Venetië in ruil voor hulp bij het heroveren van hun gebied. De Venetiaanse senaat accepteerde en veroverde Rimini, Faenza en een aantal andere steden tegen het einde van 1503.
Julius II had kort daarvoor de pauselijke troepen onder zijn controle gebracht door Borgia te arresteren en gevangen te zetten en eiste dat Venetië Romagna teruggaf. De republiek was bereid om de pauselijke soevereiniteit te erkennen en een jaarlijkse schatting te betalen, maar weigerde de steden zelf over te dragen. Daarop ging Julius een alliantie aan met Frankrijk en het Heilige Roomse Rijk tegen Venetië. Door de dood van Isabella I van Castilië (1504) viel de alliantie uiteen, maar toen had Venetië een aantal van de steden al verlaten. Hoewel Julius niet tevreden was met het resultaat, had hij niet genoeg troepen om het tegen Venetië op te nemen. In plaats daarvan hield hij zich de twee jaar daarna bezig met de herovering van Bologna en Perugia, die, gelegen tussen pauselijk en Venetiaans gebied, een status van semi-onafhankelijkheid hadden aangenomen.
In 1507 hield Julius zich weer bezig met de steden die nog in Venetiaanse handen waren. Na opnieuw te zijn afgewezen door de Senaat van Venetië beloofde hij Maximiliaan I de keizerskroon voor zijn steun tegen de republiek. Onder voorwendsel van zijn reis naar Rome voor de keizerlijke kroning viel Maximiliaan het Venetiaanse gebied binnen met een groot leger in februari 1508 en trok op naar Vicenza, maar werd verslagen door een Venetiaans leger onder Bartolomeo d'Alviano. Een tweede aanval door een Tirools leger enkele weken later werd een nog grotere mislukking. Alviano wist het keizerlijke leger niet alleen volledig te verslaan, maar veroverde daarna ook Triëst en Fiume, waardoor Maximiliaan gedwongen was een bestand te sluiten met Venetië.

## Liga van Kamerijk (1508–1510)
Na de vernederende keizerlijke nederlaag bood Julius Lodewijk XII van Frankrijk aan een alliantie te vormen. Lodewijk had sinds de Tweede Italiaanse Oorlog het hertogdom Milaan in bezit en wilde zijn gebieden in Italië uitbreiden. Toen Venetië halverwege maart haar eigen kandidaat aanwees als bisschop van Vicenza, vatte Julius dit op als een persoonlijke provocatie, hoewel dit al langer een gewoonte was. De paus riep alle christelijke landen op om Venetië te onderwerpen. Op 10 december 1508 sloten vertegenwoordigers van de paus, Frankrijk, het Heilige Roomse Rijk en Ferdinand II van Aragón de Liga van Kamerijk tegen de republiek Venetië. De overeenkomst voorzag in de volledige ontbinding van het Venetiaanse grondgebied in Italië en de verdeling daarvan onder de ondertekenaars. Maximiliaan zou Istrië terugkrijgen en Verona, Vicenza, Padua en Friuli verkrijgen. Frankrijk zou Brescia, Crema, Bergamo en Cremona annexeren bij de Milanese bezittingen. Ferdinand zou Otranto in bezit nemen. De rest, waaronder Rimini en Ravenna, zou bij de Kerkelijke Staat gevoegd worden.
Op 15 april 1509 verliet Lodewijk Milaan aan het hoofd van een Frans leger en trok snel in Venetiaans grondgebied. Om hem tegen te houden had Venetië een condottieri-leger ingehuurd onder leiding van de Orsini-neven, Bartolomeo d'Alviano en Niccolo di Pitigliano, maar had er geen rekening mee gehouden dat de twee verschilden van mening over hoe de Franse opmars te stoppen. Daardoor kon Lodewijk de Adda begin mei overtrekken. Alviano trok op tegen hem, maar Pitigliano leek het beter een veldslag te voorkomen en trok naar het zuiden. Op 14 mei kwam het tot de Slag bij Agnadello tussen Alviano en de Fransen. Omdat hij in de minderheid was, vroeg Alviano zijn neef om versterkingen, maar deze gaf het bevel de slag te staken en trok verder. Alviano negeerde de nieuwe orders en zette de slag voort waarbij zijn leger uiteindelijk omsingeld en vernietigd werd. Pitigliano slaagde erin om Lodewijk te ontlopen, maar zijn huurlingen deserteerden in grote aantallen toen ze de volgende dag hoorden van de nederlaag van Alviano, waardoor hij gedwongen was zich terug te trekken naar Treviso met het restant van het Venetiaanse leger.
Hiermee was de Venetiaanse nederlaag compleet en Lodewijk bezette het Venetiaanse gebied tot aan Brescia zonder noemenswaardige tegenstand. De grote steden die niet door de Fransen werden bezet, Padua, Verona en Vicenza, waren onverdedigd door Pitigliano's aftocht en gaven zich al snel over aan Maximiliaan toen keizerlijke afgezanten arriveerden in Veneto. Julius had in de tussentijd een interdict uitgevaardigd tegen Venetië waarbij hij elke burger van de republiek excommuniceerde, Romagna binnenviel en Ravenna veroverde met de hulp van Alfonso I d'Este, die was aangesteld als gonfaloniere della Chiesa op 19 april, zich had aangesloten bij de Liga en Polesine had veroverd voor zichzelf.
De keizerlijke gouverneurs bleken echter al snel impopulair te zijn. Halverwege juli kwamen de burgers van Padua in opstand, geholpen door detachementen Venetiaanse cavalerie onder de proveditor Andrea Gritti. De Zwitserse landsknechten waren te gering in aantal om daadwerkelijk tegenstand te kunnen bieden en Padua kwam weer onder Venetië op 17 juli. Het succes van de opstand bracht Maximiliaan ten slotte in actie. Begin augustus trok een enorm keizerlijk leger samen met Franse en Spaanse troepen vanuit Trento Veneto in. Vanwege het gebrek aan paarden en een gebrek aan organisatie bereikte het leger Padua pas in september, waardoor Pitigliano in staat was de tot zijn beschikking staande troepen in de stad te concentreren. Het Beleg van Padua (1509) begon op 15 september en hoewel de Franse en keizerlijke artillerie bressen sloegen in de stadswallen, hield de stad vol en op 30 september was het geduld van Maximiliaan op en eindigde hij het beleg en trok zich terug naar Tirol.

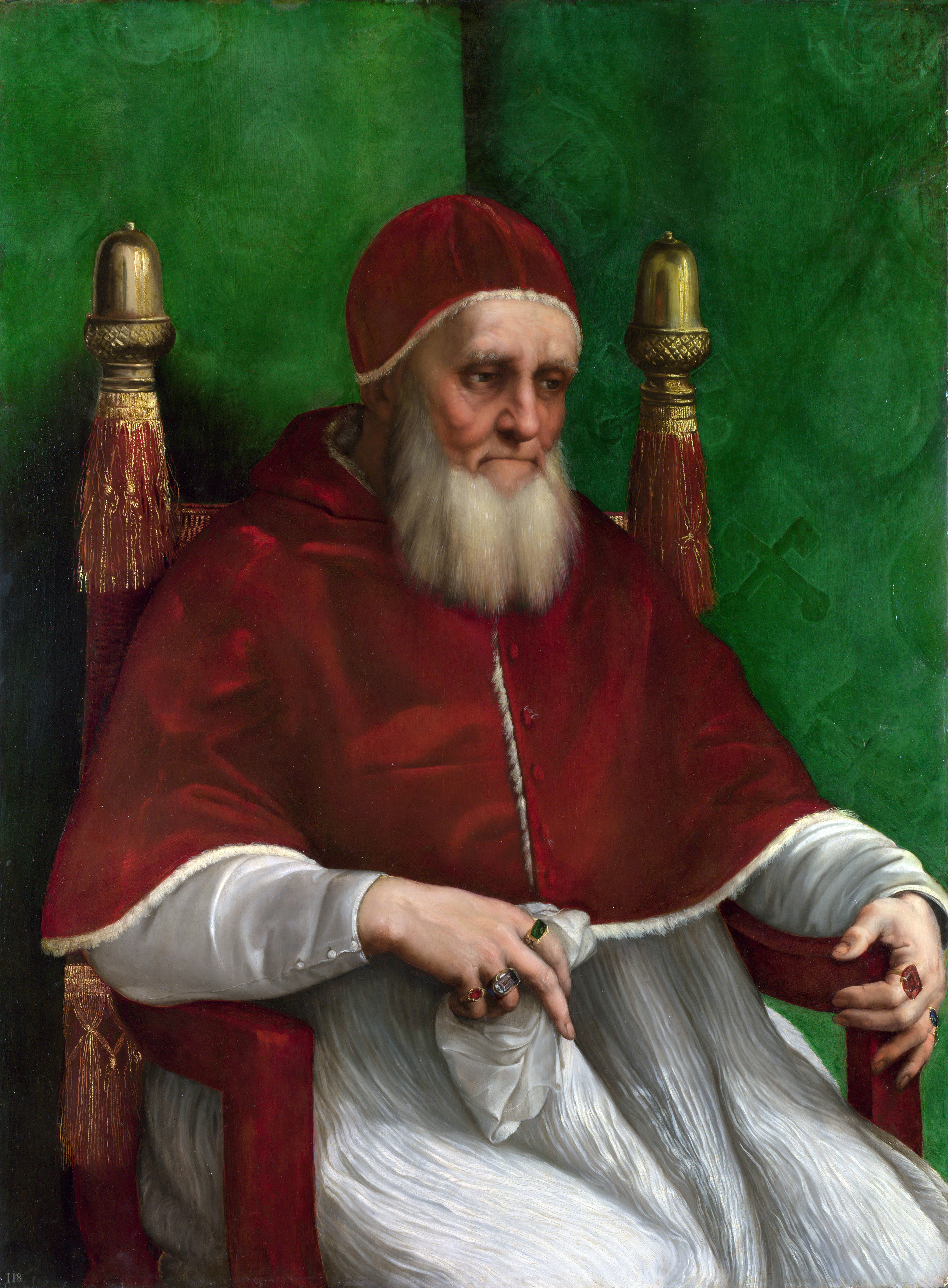
Paus Julius II, geschilderd door Rafaël, 1511.

Halverwege november ging Pitigliano over tot de aanval. Venetiaanse troepen versloegen de overgebleven keizerlijke troepen eenvoudig en veroverden Vicenza, Este, Feltre en Belluno. Hoewel de daaropvolgende aanval op Verona mislukte, wist Pitigliano een pauselijk leger onder Francesco II Gonzaga wel te verslaan. De Slag bij Polesella, een rivieraanval op Ferrara door de Venetiaanse galeivloot onder Angelo Trevisan mislukte echter toen de galeien, ten anker in de Po, tot zinken werden gebracht door Ferrarese artillerie. Volgens Francesco Guicciardini was de overwinning te danken aan Alfonso zelf. Een nieuwe Franse opmars dwong Pitigliano al snel om Padua weer te verlaten.
Gezien het tekort aan geld en manschappen besloot de senaat om een gezantschap naar Julius te sturen om tot een overeenkomst te onderhandelen. De voorwaarden die de paus stelde waren hard; de republiek verloor het traditionele recht om de clerici te benoemen en alle jurisdictie over pauselijke onderdanen in Venetië, de steden in Romagna die aanleiding waren voor de oorlog moesten teruggegeven worden aan Julius en er moest een schadeloosstelling betaald worden voor de gemaakte kosten om ze te veroveren. De senaat twistte twee maanden over de voorwaarden, maar accepteerde ze uiteindelijk op 24 februari 1510. Echter, nog voordat de gezanten zich Julius om absolutie konden vragen had de Raad van Tien besloten dat de voorwaarden onder dwang tot stand waren gekomen, daarom ongeldig, en dat Venetië ze moest overtreden bij de eerste gelegenheid.
Deze schijnbare verzoening tussen de paus en Venetië voorkwam niet dat de Fransen in maart Veneto weer binnenvielen. Na de dood van Pitigliano in januari stonden de Venetiaanse troepen onder Andrea Gritti. Hoewel de troepen van Maximiliaan er niet in slaagden zich aan te sluiten bij Lodewijk slaagde deze er in om in mei de Venetianen uit Vicenza te verdrijven. Gritti had zich met zijn troepen verschanst in Padua voor een verwachte Frans-keizerlijke aanval, maar Lodewijk was meer in beslag genomen door de dood van zijn adviseur, kardinaal d'Amboise, en zag af van zijn plannen voor een beleg.

## Venetiaans-pauselijke alliantie (1510–1511)
Julius maakte zich ondertussen druk over de groeiende invloed van de Fransen in Italië. Daarnaast had maakte hij plannen om het hertogdom Ferrara, een Franse bondgenoot, te veroveren, naar aanleiding van een dispuut met Alfonso d'Este over een licentie betreffende het zoutmonopolie in de Kerkelijke Staat en diens voortdurende plunderingen van de Venetianen om zijn net verworven Polesine te verstevigen. Aangezien zijn eigen troepen te gering waren, huurde Julius Zwitserse landsknechten en liet ze de Fransen in Milaan aanvallen. Ook nodigde hij Venetië uit om met hem een alliantie tegen Lodewijk te vormen. Aangezien de republiek onder aanval van de Fransen was, accepteerden ze het aanbod snel.

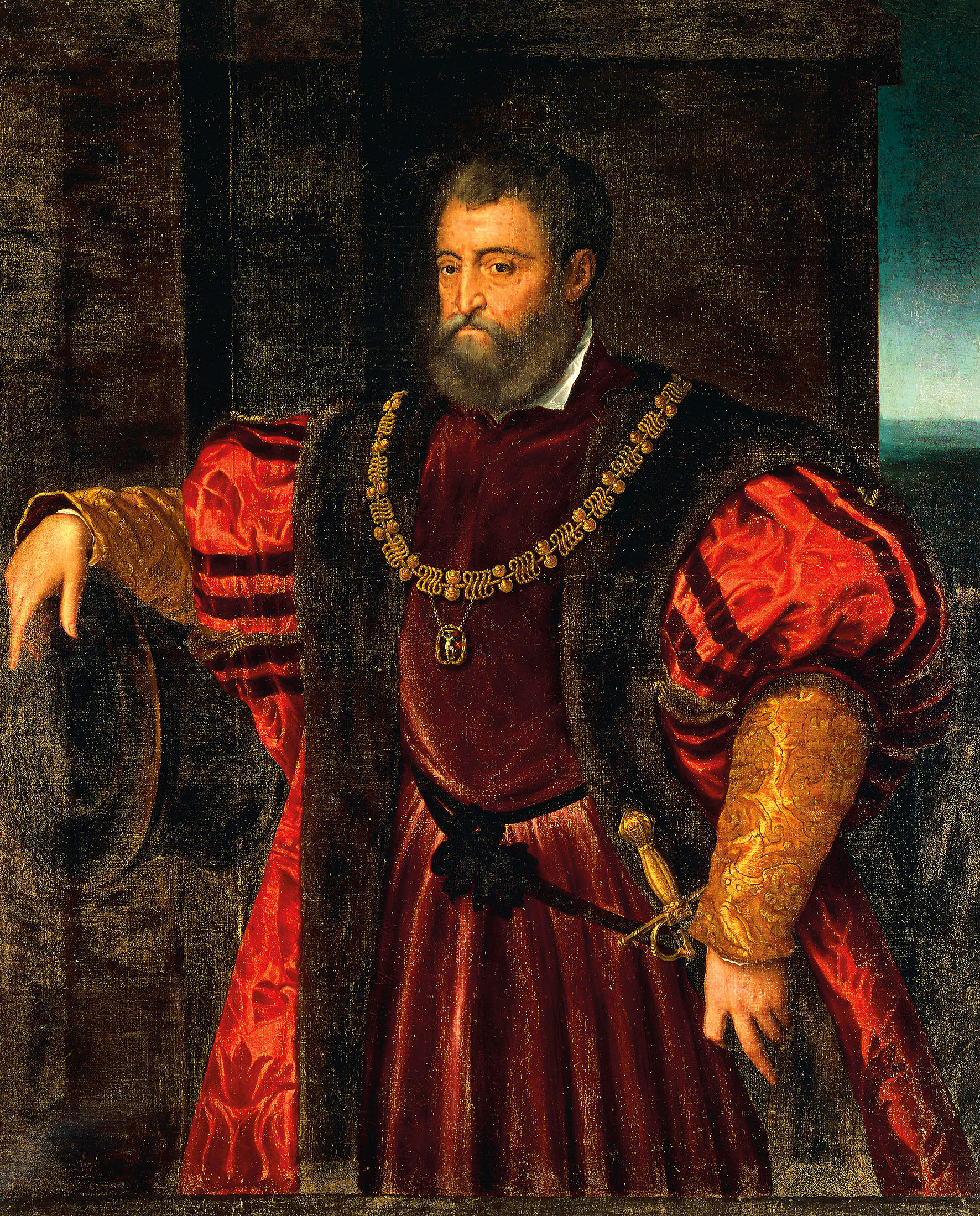
Alfonso d'Este, de hertog van Ferrara. Na zijn excommunicatie door Julius II wist hij de pauselijke troepen een aantal zware nederlagen toe te brengen.

In juli 1510 ging de nieuwe Venetiaans-pauselijke alliantie in de aanval. De eerste aanval op het door de Fransen bezette Genua mislukte, maar Venetiaanse troepen onder Lucio Malvezzo wisten begin augustus de Fransen uit Vicenza te verdrijven. Een gecombineerde troepenmacht onder Francesco Maria della Rovere, de hertog van Urbino, veroverde Modena op 17 augustus. Julius excommuniceerde Alfonso d'Este, en opende daarmee de aanval op het hertogdom. Vooruitlopend op zijn toekomstige overwinning reisde de paus naar Bologna, om dichtbij te zijn zodra Ferrara was veroverd.
Lodewijk had echter de Zwitsers omgekocht, die hem daarop vrije doortocht verleenden en vertrokken. De Fransen konden hierdoor ongestoord naar het hart van Italië trekken. Begin oktober kwam Charles II d'Amboise bij Bologna aan, waardoor de pauselijke troepen verdeeld moesten worden. Op 18 oktober was d'Amboise slechts enkele kilometers van de stad verwijderd. Julius realiseerde zich nu dat Bologna openlijk vijandig tegenover hem stond en geen tegenstand zou bieden aan de Fransen. Aangezien hij slechts één detachement Venetiaanse cavalerie overhad, besloot hij zijn spirituele wapen te gebruiken en ook d'Amboise te excommuniceren. Deze was in de tussentijd door de Engelse ambassadeur overtuigd dat hij de paus niet in persoon aan moest vallen en had zich teruggetrokken in Ferrara.
In december had een nieuw samengesteld pauselijk leger het beleg rond het fort van Mirandola geslagen. D'Amboise stierf terwijl hij onderweg was om het te ontzetten, waardoor de Fransen tijdelijk in verwarring waren. Alfonso d'Este vernietigde in de tussentijd de Venetiaanse troepen op de Po, waardoor Bologna weer geïsoleerd was. Julius vreesde ingesloten te worden door de Fransen en vertrok naar Ravenna. Kardinaal Alidosi liet hij achter met de leiding van de verdediging van de stad, maar deze was net zo ongeliefd als de paus zelf. Toen op 23 mei 1511 een Frans leger onder leiding van Gian Giacomo Trivulzio aan de poorten verscheen gaf de stad zich dan ook snel over. Julius gaf de schuld aan de hertog van Urbino, die zich zo onrechtvaardig behandeld voelde dat hij daarop kardinaal Alidosi vermoordde voor de ogen van de pauselijke garde.

## Heilige Liga (1511–1513)
In juni 1511 was het grootste deel van Romagna in Franse handen. Het pauselijke leger was ongeorganiseerd en onderbetaald en niet in staat om de opmars van Trivulzio naar Ravenna te stuiten. Daarop ordonneerde Julius een Heilige Liga tegen Frankrijk, die kwam te bestaan uit Spanje en het Heilge Roomse Rijk - die elke schijn nog deel uit te maken van de Liga van Kamerijk lieten varen in de hoop Navarra en Lombardije op Lodewijk te kunnen veroveren - maar ook Hendrik VIII van Engeland, voor wie het een mooi excuus was om zijn bezit in Noord-Frankrijk uit te breiden en met Ferdinand in november 1511 het Verdrag van Westminster sloot, waarbij ze elkaar wederzijdse hulp toezegden tegen de Fransen.

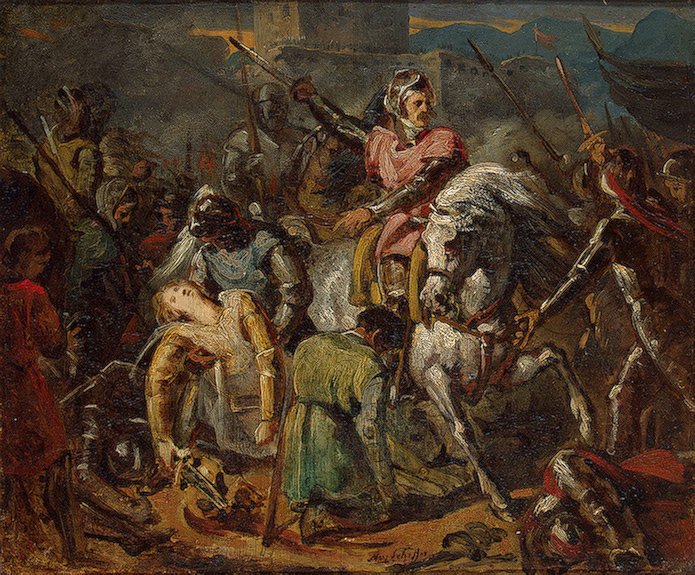
De dood van Gaston van Foix-Nemours tijdens de Slag bij Ravenna was het begin van een lange periode van nederlagen voor Frankrijk.

In februari 1512 benoemde Lodewijk zijn neef, Gaston van Foix-Nemours, tot commandant van de Franse troepen in Italië. Foix bleek daadkrachtiger te zijn dan Amboise. Na de opmars van de Spaanse troepen onder Ramón Folch van Cardona naar Bologna tot staan te hebben gebracht, keerde hij terug naar Lombardije waar hij Brescia plunderde, nadat het in opstand was gekomen tegen de Fransen en er Venetiaanse troepen had ondergebracht. Omdat veel Franse troepen nodig zouden zijn voor de op handen zijnde Engelse invasie, legden Foix en Alfonso d'Este het beleg om Ravenna, de laatste pauselijke versterking in Romagna, in de hoop de Heilige Liga te dwingen tot een beslissende slag. Cardona poogde eind april de stad te ontzetten, maar werd volledig verslagen in de Slag bij Ravenna, die plaatsvond op paaszondag. Na de dood van Foix stonden de Fransen echter onder Jacques de la Palice, die niet genegen was de campagne voort te zetten zonder directe orders van Lodewijk en zich tevreden stelde met het plunderen van Ravenna.
In mei 1512 was de situatie van de Fransen aanzienlijk verslechterd. Julius had een ander leger van Zwitsers gehuurd die naar Milaan trokken met in hun midden Massimiliano Sforza, die vastberaden was om het hertogdom weer in zijn familie te krijgen. La Palice verliet Romagna en trok naar Lombardije in een poging de invasie te voorkomen. De hertog van Urbino maakte van de gelegenheid gebruik door snel Bologna en Parma te veroveren. Tegen augustus had een gecombineerd Zwitsers-Venetiaans leger Triviulzio uit Milaan verdreven, zodat Sforza met hun steun tot hertog kon worden uitgeroepen. La Palice was daarna gedwongen zich terug te trekken achter de Alpen.
Eind augustus ontmoetten de leden van de Liga elkaar in Mantua om de situatie in Italië te bespreken, vooral de verdeling van het terrein dat op de Fransen was veroverd. Ze kwamen al snel tot overeenstemming over Florence, dat tot woede van Julius had toegestaan dat Lodewijk het Concilie van Pisa bijeen had geroepen in hun gebied. Op verzoek van de paus trok Ramon Folch van Cardona Toscane in, versloeg het Florentijnse verzet, wierp hij de republiek omver en stelde hij kardinaal Giuliano de' Medici aan als heerser van de stad.
Al snel rezen er echter weer problemen over de gebiedsverdeling. Julius en de Venetianen drongen erop aan dat Massimiliano Sforza het hertogdom Milaan mocht houden, maar keizer Maximiliaan en Ferdinand spanden samen om een van hun neven als hertog aan te stellen. De paus eiste verder de onmiddellijke annexatie van Ferrara bij de Kerkelijke Staat. Ferdinand was hier op tegen om zo de groeiende invloed van de paus tegen te gaan. Het grootste probleem was echter de opstelling van Maximiliaan tegenover Venetië. De keizer weigerde Venetië enig keizerlijk gebied te geven, waar het grootste deel van Veneto in zijn ogen deel van was. Daarom tekende hij een overeenkomst met de paus om Venetië geheel uit te sluiten van de uiteindelijke verdeling. Toen de republiek protesteerde, dreigde Julius om de Liga van Kamerijk tegen haar op te zetten. Naar aanleiding daarvan richtte Venetië zich tot Lodewijk, waarna op 23 maart 1513 het Verdrag van Blois werd getekend waarin men elkaar toezegde geheel Noord-Italië te verdelen tussen Frankrijk en de republiek.

## Franco-Venetiaanse alliantie (1513–1516)
Eind mei 1513 trok een Frans leger onder Louis de la Trémoille de Alpen over en rukte op naar Milaan. Tegelijkertijd trok een Venetiaans leger met aan het hoofd Bartolomeo d'Alviano naar het westen vanuit Padua. De impopulariteit van Maximiliaan Sforza, die door de Milanezen als marionet van zijn Zwitserse huurlingen werd gezien, zorgde ervoor dat de Fransen slechts weinig tegenstand ondervonden toen zij door Lombardije trokken. Nadat Trémoille Milaan had veroverd legde hij het beleg rond de resterende Zwitsers in Novara. Op 6 juni werden de Fransen aangevallen door een Zwitsers ontzettingsleger tijdens de Slag bij Novara en werden verslagen ondanks hun meerderheid. Detachementen van het Zwitserse leger achtervolgden de vluchtende Fransen over de Alpen en hadden Dijon bereikt toen men ze pas kon omkopen om zich terug te trekken.
De nederlaag bij Novara kondigde een periode van voortdurende nederlagen aan voor de Fransen. Engelse troepen onder Hendrik VIII vielen La Palice aan in de Slag bij Guinegate, verpletterden de Franse troepen en plunderden Thérouanne. In Navarra stortte het verzet tegen Ferdinands invasie in, waarna hij al snel de hele regio onder controle had en de Engelsen te hulp schoot in Guyenne. Jacobus IV van Schotland viel op zijn beurt Engeland in namens Lodewijk, maar slaagde er niet in om Hendrik te laten terugkeren uit Frankrijk en met zijn dood en de verpletterende nederlaag voor de Schotten tijdens de Slag bij Flodden Field op 9 september 1513 kwam een einde aan Schotlands korte deelname aan de oorlog.

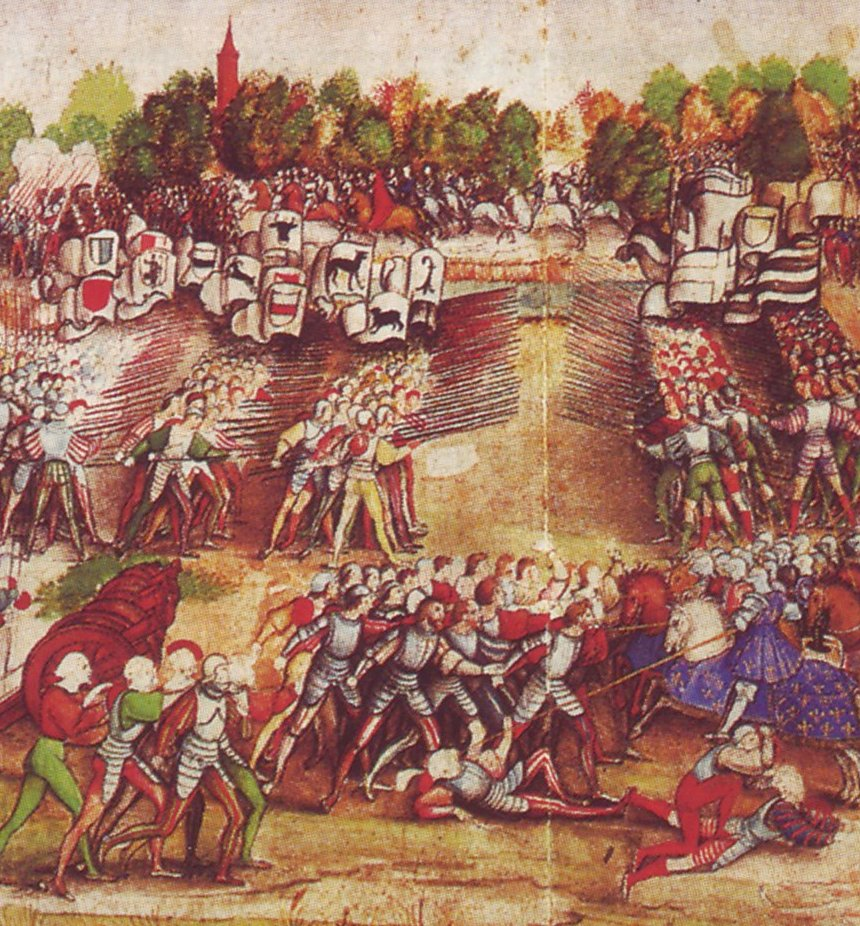
In 1515 versloeg de Franco-Venetiaanse alliantie de Heilige Liga tijdens de Slag bij Marignano.

Ondertussen trok Alviano, die onverwachts zonder Franse steun was, zich terug in Veneto, achtervolgd door de Spanjaarden onder Cardona. Hoewel deze niet in staat waren om Padua te veroveren, trokken ze wel diep het Venetiaanse grondgebied in en eind september hadden ze Venetië zelf in zicht. Cardona probeerde de stad te beschieten, maar dat bleek later niet effectief en aangezien hij geen schepen had om de lagune over te steken, keerde hij terug naar Lombardije. Alviano had ondertussen versterking van honderden vrijwilligers uit de Venetiaanse adel en achtervolgde Cardona, waarna het bij Vicenza op 7 oktober tot een treffen kwam. In deze Slag bij La Motta werd het Venetiaanse leger verpletterend verslagen, waarbij veel prominente edelen buiten de stadsmuren aan hun einde kwamen.
De Heilige Liga wist echter geen gevolg te geven aan deze overwinningen. Gedurende de rest van het jaar en het jaar daarop hadden Cardona en Alviano schermutselingen in Friuli, waarbij enkele onbesliste slagen werden uitgevochten, maar Cardona was niet in staat om echte vooruitgang te boeken. Hendrik VIII was niet in staat gebleken om veel grondgebied te veroveren en tekende een aparte vrede met Frankrijk. Ook was de liga zonder leider, doordat Julius in 1513 was overleden en zijn opvolger, Leo X, zich niet zozeer met militaire aangelegenheden bemoeide.
De dood van Lodewijk XII op 1 januari 1515 bracht Frans I op de troon. Tijdens zijn kroning had hij de titel hertog van Milaan aangenomen en hij nam direct actie om zijn bezit te heroveren. Tegen juli had Frans een leger verzameld in de Dauphiné. Een gecombineerd Zwitsers-pauselijk leger trok naar het noorden om de Alpenpassen af te sluiten, maar Frans vermeed op advies van Gian Giacomo Trivulzio de hoofdpassen en trok daarentegen door de vallei van de Stura. De Franse voorhoede verraste de Milanese cavalerie bij Villafranca en nam Prospero Colonna gevangen. Ondertussen kwam het tussen Frans met het hoofdleger tegen de Zwitsers tot de Slag bij Marignano op 13 september. Aanvankelijk leken de Zwitsers door te stoten, maar de Franse overmacht aan cavalerie en artillerie, in combinatie met de tijdige aankomst van Alviano - die met succes het leger van Cardona bij Verona wist te mijden - in de ochtend van 14 september, leidde tot een strategisch beslissende overwinning voor Frans en de Venetianen. Sindsdien voeren de Zwitsers een strikte neutraliteitspolitiek.

## Nasleep
Na de nederlaag bij Marignano had de liga noch de mogelijkheid, noch de wil om de oorlog voort te zetten. Frans trok naar Milaan dat hij veroverde op 4 oktober en waarbij hij Sforza van de troon stootte. In december had hij een ontmoeting met Leo in Bologna. De paus was in de tussentijd in de steek gelaten door zijn resterende Zwitserse landsknechten en gaf Parma en Piacenza aan Frans en Modena aan de hertog van Ferrara. Leo kreeg daarvoor de garantie dat Frankrijk zich afzijdig zou houden bij zijn voorgenomen aanval op het hertogdom Urbino. Met de Vrede van Noyon tussen Frans en Karel V - als koning van Spanje, keizer van het Heilige Roomse Rijk zou hij pas in 1519 worden - in augustus 1516, erkende Spanje de Franse aanspraak op Milaan en Frankrijk de Spaanse aanspraak op Napels, waarmee Spanje uit de oorlog stapte.
Keizer Maximiliaan deed nog een poging om Lombardije in te vallen, maar zijn leger keerde al terug voordat zij Milaan hadden bereikt en in 3 december 1516 ging hij onderhandelingen aan met Frans. Het resulterende Verdrag van Brussel accepteerde niet alleen de Franse bezetting van Milaan, maar erkende ook de aanspraak van Venetië op de resterende keizerlijke gebieden in Lombardije, afgezien van Cremona, waarmee de oorlog tot een einde kwam met dezelfde status quo als in 1508. De vrede zou echter slechts vier jaar duren. Door de verkiezing van Karel V als keizer van het Heilige Roomse Rijk, begon Frans, die de titel voor zichzelf gedacht had, de Italiaanse Oorlog van 1521-1526. De Italiaanse Oorlogen zouden daarna zonder belangrijke onderbreking doorgaan tot 1530.
Italiaanse Oorlog (1494-1498) · Italiaanse Oorlog (1499-1504) · Oorlog van de Liga van Kamerijk (1508-1516) · Oorlog van Urbino (1517) · Italiaanse Oorlog (1521-1526) · Oorlog van de Liga van Cognac (1526-1536) · Italiaanse Oorlog (1535-1538) · Italiaanse Oorlog (1542-1546) · Italiaanse Oorlog (1551-1559)